# Cổ tử cung
Cổ tử cung (tiếng Latin: cervix uteri) là phần dưới của tử cung trong hệ sinh dục nữ. Cổ tử cung thường dài từ 2 đến 3 cm (~ 1 inch) và hình dạng gần như hình trụ, có sự thay đổi trong thai kỳ. Ống cổ tử cung nằm ở trung tâm và hẹp, chạy dọc theo toàn bộ chiều dài của tử cung, kết nối khoang tử cung với lòng của âm đạo. Lỗ mở vào tử cung gọi là lỗ trong ống cổ tử cung, và lỗ mở vào âm đạo gọi là lỗ ngoài ống cổ tử cung. Phần dưới của cổ tử cung gọi là phần âm đạo của cổ tử cung (hay lỗ ngoài ống cổ tử cung), phình ra ở phía trên của âm đạo. Các ghi chép về chi tiết giải phẫu này có từ thời Hippocrates hơn 2000 năm trước.
Ống cổ tử cung là một đoạn mà tinh trùng phải di chuyển để thụ tinh cho một tế bào trứng sau khi quan hệ tình dục. Một số phương pháp tránh thai như đặt mũ cổ tử cung và màng ngăn âm đạo giúp ngăn chặn sự di chuyển của tinh trùng qua ống cổ tử cung. Chất nhầy cổ tử cung được sử dụng trong một số phương pháp ngừa thai dựa trên nhận thức sinh sản (như mô hình Creighton và phương pháp Billings) do những thay đổi của nó trong suốt chu kỳ kinh nguyệt. Trong quá trình sinh con qua âm đạo, cổ tử cung bị giãn ra và bị xóa để thai nhi lọt ra ngoài. Hộ sinh và bác sĩ xem xét mức độ giãn và xóa cổ tử cung để ra quyết định.
Ống cổ tử cung được lót bằng một lớp tế bào biểu mô trụ, trong khi đó, lỗ ngoài ống cổ tử cung được bao phủ bởi nhiều lớp tế bào biểu mô trụ tầng. Hai loại biểu mô gặp nhau tại vùng tiếp giáp lát trụ. Nhiễm virus papilloma ở người (HPV) gây ra những thay đổi trong biểu mô, có thể dẫn đến ung thư cổ tử cung. Xét nghiệm phết tế bào cổ tử cung thường phát hiện ung thư cổ tử cung và dấu hiệu tiền ung thư, cho phép điều trị sớm và tăng khả năng thành công. Để tránh HPV cần tránh quan hệ tình dục không an toàn, cần sử dụng bao cao su và tiêm vắc-xin HPV. Vắc-xin HPV phát triển vào đầu thế kỷ 21 đã làm giảm nguy cơ ung thư cổ tử cung bằng cách ngăn ngừa nhiễm trùng từ các chủng virus gây ung thư.

## Cấu trúc giải phẫu

Sơ đồ của tử cung và một phần của âm đạo. Cổ tử cung là phần dưới của tử cung, lỗ trong ống cổ tử cung và lỗ ngoài ống cổ tử cung. Ống cổ tử cung kết nối bên trong âm đạo và khoang của thân tử cung.

Cổ tử cung là một phần của hệ sinh dục nữ, dài khoảng 2–3 xentimét (0,8–1,2 in). Lỗ ngoài và lỗ trong ống cổ tử cung hẹp hơn phần thân cổ tử cung. Phần dưới của cổ tử cung nhô ra qua thành trước của âm đạo, gọi là phần âm đạo của cổ tử cung (hoặc phần ngoài cổ tử cung), phần trên của cổ tử cung gọi là phần trên âm đạo của cổ tử cung (hoặc phần trong cổ tử cung). Ống trung tâm gọi là ống cổ tử cung, chạy dọc theo chiều dài của cổ tử cung và nối tử cung với âm đạo, tạo thành lỗ trong ống cổ tử cung và lỗ ngoài ống cổ tử cung. Niêm mạc lót trong ống cổ tử cung được biết đến với tên gọi là cổ trong cổ tử cung, niêm mạc bao phủ phần bên ngoài của cổ tử cung, chỗ nhô vào âm đạo gọi là cổ ngoài cổ tử cung. Cổ tử cung có lớp niêm mạc lót bên trong, có lớp cơ trơn dày, phía sau phần trên âm đạo cổ tử cung có lớp thanh mạc cấu tạo bởi mô liên kết và phúc mạc bên trên.

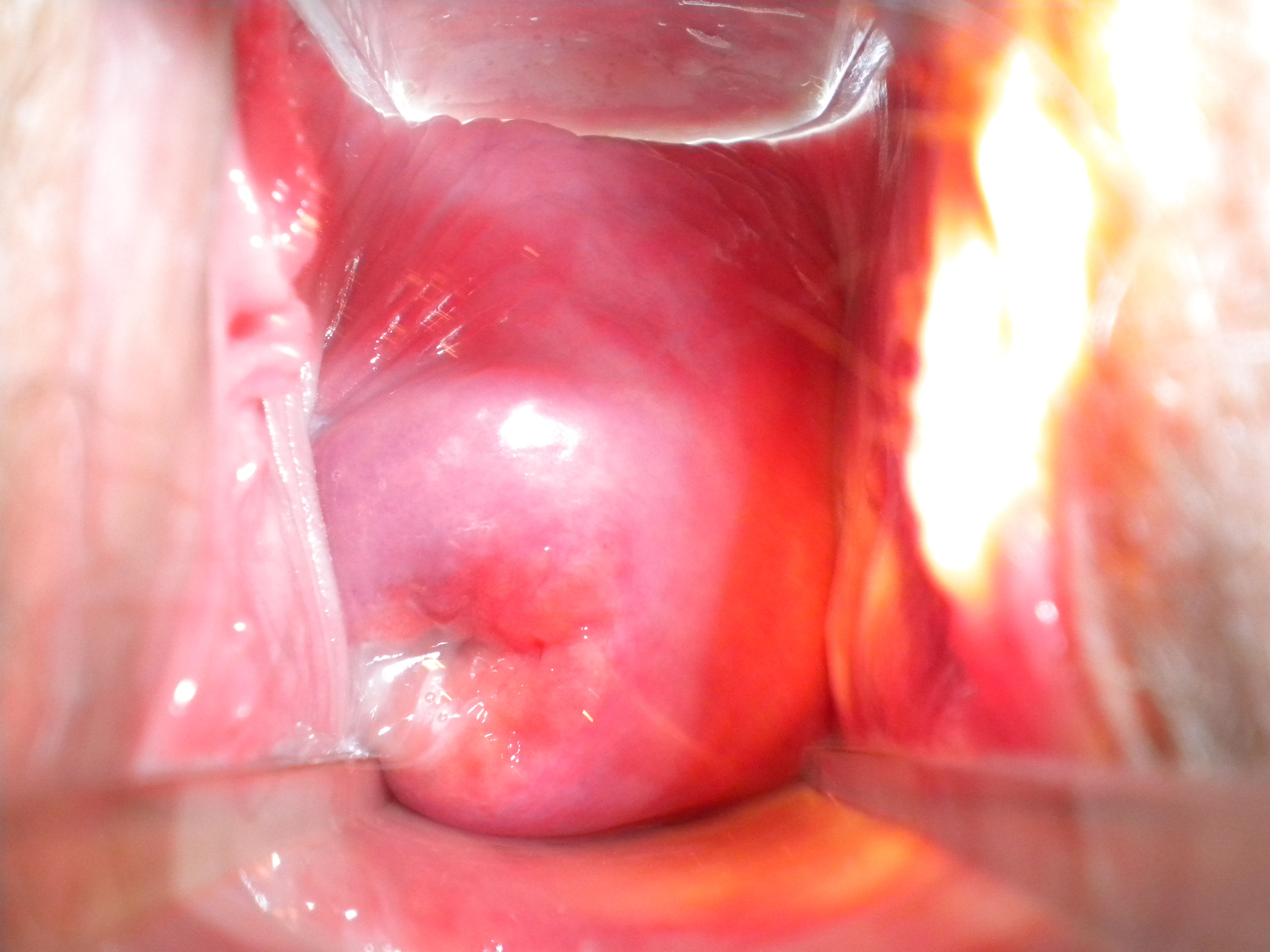
Cổ tử cung bình thường của một người trưởng thành được xem bằng mỏ vịt âm đạo hai mảnh. Vùng tiếp giáp lát trụ bao quanh lỗ ngoài cổ tử cung và nhìn thấy được sự phân chia không đều giữa mảng màu nhạt và màu sẫm của niêm mạc.

Ở mặt trước phần trên của cổ tử cung là bàng quang ngăn cách bởi mô liên kết được gọi là mô cận tử cung. Mô liên kết này phủ hai bên cổ tử cung. Ở mặt sau phần phía trên âm đạo cổ tử cung được bao phủ bởi phúc mạc, phúc mạc chạy vào mặt sau của thành âm đạo và sau đó quay lên trên và đi vào trực tràng, tạo thành túi cùng trực tràng-tử cung. Cổ tử cung liên kết chặt chẽ hơn với các cấu trúc xung quanh so với phần còn lại của tử cung.
Ống cổ tử cung rất khác nhau về chiều dài và chiều rộng giữa các phụ nữ hoặc trong suốt cuộc đời của phụ nữ, đường kính rộng nhất đo được là 8 mm (0,3 inch) ở người tiền mãn kinh. Ống cổ tử cung phình ra giữa và hẹp ở hai đầu. Thành trước và thành sau của ống đều có một nếp gấp dọc, từ đó các đường gờ chạy chéo lên trên và ra ngoài. Những nếp gấp này gọi là nếp lá cọ, vì nhìn giống lá cây cọ. Các gờ trước và gờ sau sắp xếp để thông với nhau, có thể đóng ống cổ tử cung lại. Các gờ này thường xuất hiện sau khi mang thai.
Phần ngoài cổ tử cung (còn gọi là phần âm đạo của cổ tử cung) lồi, hình elip và thông vào cổ tử cung ở vị trí giữa các túi cùng âm đạo trước và sau. Trên phần ngoài cổ tử cung là một lỗ nhỏ, lõm bên ngoài, liên kết cổ tử cung với âm đạo. Kích thước và hình dạng của phần ngoài cổ tử cung và lỗ ngoài ống cổ tử cung có thể thay đổi tùy theo độ tuổi, tình trạng hormone và quá trình sinh con tự nhiên. Ở những phụ nữ không sinh con qua đường âm đạo, lỗ ngoài ống cổ tử cung có hình tròn và nhỏ, còn ở những phụ nữ đã sinh con qua đường âm đạo, lỗ ngoài ống cổ tử cung trồn giống như cái khe. Trung bình, lỗ ngoài ống cổ tử cung dài 3 cm (1,2 in) và rộng 2,5 cm (1 in).
Cổ tử cung được nhánh xuống của động mạch tử cung nuôi dưỡng, sau đó máu đi vào tĩnh mạch tử cung. Các dây thần kinh tạng chậu hông (hay thần kinh cương), có nguyên ủy S2 – S3, truyền cảm giác đau từ cổ tử cung đến não. Những dây thần kinh này đi dọc theo dây chằng tử cung cùng đi từ tử cung đến mặt trước xương cùng.
Có ba hội lưu bạch huyết từ cổ tử cung. Bạch huyết từ cổ tử cung trước và cổ tử cung ngoài đổ vào các hạch bạch huyết chạy dọc theo động mạch tử cung, đi dọc theo dây chằng ngang cổ tử cung ở dưới dây chằng rộng đến các hạch chậu ngoài và cuối cùng là đến các hạch cạnh động mạch chủ. Bạch huyết cổ tử cung sau và cổ tử cung ngoài chảy dọc theo các động mạch tử cung đến các hạch chậu trong và cuối cùng là đến các hạch cạnh động mạch chủ, còn bạch huyết phần sau của cổ tử cung chạy vào đến các hạch bạch huyết bịt và hạch bạch huyết trước xương cùng. Tuy nhiên,  ở một số người có những biến thể khi dẫn lưu bạch huyết từ cổ tử cung đi đến các nhóm khác nhau của hạch vùng chậu. Điều này có ý nghĩa trong việc tìm và phát hiện hạch liên quan đến ung thư cổ tử cung.
Sau khi hành kinh và chịu tác động trực tiếp của estrogen, cổ tử cung trải qua một loạt các thay đổi về vị trí và cấu trúc. Trong hầu hết chu kỳ kinh nguyệt, cổ tử cung vẫn vững chắc, ở vị trí thấp và đóng lại. Tuy nhiên, khi ngày rụng trứng đến gần, cổ tử cung trở nên mềm hơn và mở ra để đáp ứng với estrogen nồng độ cao. Những thay đổi này cũng đi kèm với những thay đổi trong chất nhầy cổ tử cung.

### Phát triển
Cổ tử cung là một phần của hệ sinh dục nữ, có nguồn gốc từ hai ống cạnh trung thận (còn gọi là ống Müller), phát triển vào khoảng tuần thứ sáu của thời kỳ phôi thai. Trong quá trình phát triển, các phần bên ngoài của hai ống hợp nhất, tạo thành một ống niệu-sinh dục, sau này phát triển thành âm đạo, cổ tử cung và tử cung. Cổ tử cung phát triển với tốc độ chậm hơn so với thân tử cung, do đó kích thước tương đối của cổ tử cung theo thời gian giảm dần. Thời kỳ bào thai, cổ tử cung lớn hơn nhiều so với thân tử cung. Thời kỳ nhũ nhi, cổ tử cung rộng gấp đôi thân tử cung và đến sau dậy thì, cổ tử cung nhỏ hơn thân tử cung. Trước đây người ta cho rằng trong quá trình phát triển của bào thai, biểu mô lát nguyên thủy của cổ tử cung có nguồn gốc từ xoang niệu-sinh dục và biểu mô trụ nguyên thủy có nguồn gốc từ ống cạnh trung thận. Điểm mà hai biểu mô ban đầu này gặp nhau gọi là điểm giao nhau giữa các biểu mô nguyên thủy.:15–16 Tuy nhiên, các nghiên cứu mới cho thấy rằng tất cả cổ tử cung cũng như một phần lớn của biểu mô âm đạo đều có nguồn gốc từ mô ống Müller và sự khác biệt về kiểu hình có thể là do nhiều nguyên nhân khác.

### Mô học

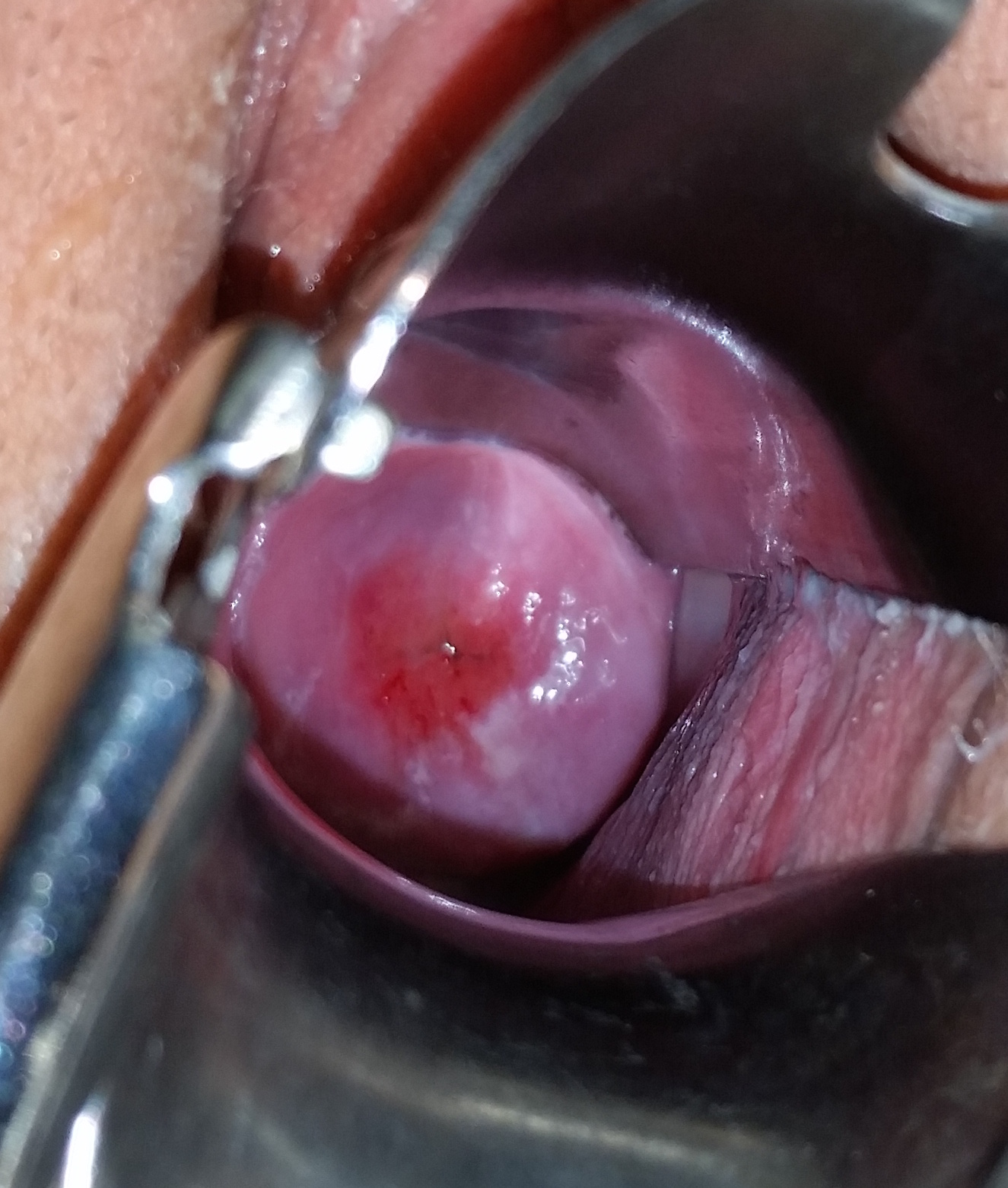
Lỗ ngoài ống cổ tử cung của một phụ nữ chưa sinh nở bị viêm lộ tuyến cổ tử cung, có thể nhìn thấy niêm mạc đỏ sẫm bao quanh cổ tử cung. Quan sát bằng mỏ vịt

Niêm mạc lót trong cổ tử cung dày khoảng 3 mm (0,12 in) và được lót bằng một lớp tế bào niêm mạc hình trụ. Niêm mạc chứa nhiều tuyến nhầy hình ống, có chức năng bài tiết chất nhầy vào lòng mạch. Ngược lại, phần ngoài cổ tử cung được bao phủ bởi biểu mô lát không sừng hóa, giống biểu mô lát của âm đạo.:41 Điểm nối giữa hai loại biểu mô này gọi là vùng tiếp giáp lát-trụ.:408–11 Phía dưới biểu mô là lớp collagen cứng cáp. Niêm mạc của phần trong cổ tử cung không bong ra trong thời kỳ kinh nguyệt. Cổ tử cung có nhiều mô xơ, collagen và elastin hơn phần còn lại của tử cung.
Ở các bé gái trước tuổi dậy thì, điểm giao nhau của biểu mô lát-trụ tìm thấy ở ngay trong ống cổ tử cung.:411 Khi bước vào tuổi dậy thì hay trong thời kỳ mang thai, do ảnh hưởng của hormone mà biểu mô trụ sẽ di chuyển sang đến đầu ngoài ống cổ tử cung.:106 Kết quả, vùng tiếp giáp lát trụ di chuyển ra ngoài, vào phần âm đạo của cổ tử cung và tiếp xúc với môi trường âm đạo có tính acid.:106:411 Biểu mô trụ ở bề mặt niêm mạc có thể chuyển sản sinh lý, trở thành biểu mô lát cứng cáp trong vài ngày hoặc vài tuần,:25 có hình thái rất giống với biểu mô lát ban đầu khi trưởng thành.:411 Do đó, vùng tiếp giáp lát trụ mới nằm trong hơn so với vùng tiếp giáp lát trụ ban đầu, và vùng biểu mô không ổn định giữa hai điểm giao nhau trên gọi là vùng chuyển tiếp của cổ tử cung.:411 Về mặt mô học, vùng chuyển tiếp là vùng tiếp giáp giữa biểu mô lát tầng và biểu mô trụ.
Sau mãn kinh, các cấu trúc tử cung không hoạt động và vùng tiếp giáp lát trụ di chuyển vào ống cổ tử cung.:41
Nang Naboth hình thành trong vùng biến đổi nơi lớp lót của biểu mô chuyển sản đã thay thế biểu mô niêm mạc và làm co cửa ra của một số tuyến nhầy, Khi biểu mô cổ tử cung tiết dịch, chất dịch này không chảy đi đâu được nên phình căng lên tạo thành nang.:410–411 Sự tích tụ chất nhày trong các tuyến tạo thành u nang Naboth, thường có đường kính ít hơn khoảng 5 mm (0,20 in), Sự phát triển nang Naboth thường là quá trình sinh lý và có thể tiến triển thành bệnh lý.:411 Nang Naboth rất hữu ích để xác định vị trí vùng chuyển tiếp.:106

## Chức năng

### Khả năng sinh sản
Sau khi quan hệ tình dục, và một số hình thức thụ tinh nhân tạo, tinh  trùng sẽ đi theo ống cổ tử cung và âm đạo. Một số tinh trùng vẫn còn sót lại ở cổ tử cung, các nếp ở lỗ trong ống cổ tử cung giống như một bể chứa, giải phóng tinh trùng trong vài giờ và tối đa hóa cơ hội thụ tinh. Một giả thuyết cho rằng cổ tử cung và tử cung co thắt trong khi đạt cực khoái sẽ hút tinh dịch vào tử cung. Mặc dù giả thuyết được chấp nhận, nhưng vẫn tranh cãi do thiếu bằng chứng, cỡ mẫu nhỏ và có sai sót về phương pháp luận trong nghiên cứu.
Một số phương pháp nhận biết khả năng sinh sản (chẳng hạn như mô hình Creighton và phương pháp Billings) ước tính thời kỳ sinh sản và vô sinh của phụ nữ bằng cách quan sát những thay đổi sinh lý trong cơ thể. Trong số những thay đổi này, có một số thay đổi liên quan đến chất lượng của chất nhầy cổ tử cung: cảm giác mà nó gây ra ở âm hộ, độ xốp của chất nhày (Spinnbarkeit), độ trong suốt và Fern test dương tính (hình ảnh dương xỉ trên tiêu bản chất nhày âm đạo).

### Chất nhầy cổ tử cung
Một ngày 20–60 mg dịch nhầy cổ tử cung được tiết ra mỗi ngày, và con số này sẽ là 600 mg vào khoảng thời gian rụng trứng. Dịch có đặc tính nhày vì nó chứa các protein lớn được gọi là mucin. Độ nhớt và hàm lượng nước thay đổi trong chu kỳ kinh nguyệt; chất nhầy gồm khoảng 93% nước, có thể đạt 98% khi đang trong giai đoạn giữa chu kỳ kinh nguyệt. Những thay đổi này cho phép chất nhày hoạt động như một hàng rào bảo vệ hoặc một phương tiện vận chuyển đến tinh trùng. Chất nhày chứa các chất điện giải như calci, natri và kali; thành phần hữu cơ: glucose, amino acid và protein hòa tan; các nguyên tố vi lượng: kẽm, đồng, sắt, mangan và seleni; acid béo tự do;  prostaglandin, các enzym như amylase. Thành phần phụ thuộc vào nồng độ hormone estrogen và progesteron. Vào khoảng thời gian rụng trứng (thời kỳ có nồng độ estrogen cao) chất nhầy loãng giống huyết thanh để cho tinh trùng đi vào tử cung, và có tính kiềm hơn để tinh trùng dễ thích nghi. Nồng độ điện giải cao, thực hiện Fern test sẽ cho kết quả dương tính. Cơ chế của Fern test là lấy tiêu bản chất nhày âm đạo; khi chất nhầy khô đi, các muối kết tinh lại tạo thành hình ảnh lá cây dương xỉ. Thuật ngữ Spinnbarkeit dùng để mô tả chất ngày khoảng thời gian rụng trứng.
Vào những thời điểm khác trong chu kỳ kinh nguyệt, chất nhầy đặc và có tính acid hơn do tác động của progesteron. Chất nhầy "vô sinh" này có tác dụng như một hàng rào không cho tinh trùng vào tử cung. Phụ nữ uống thuốc tránh thai cũng có chất nhầy đặc do tác dụng của progesterone. Chất nhầy đặc cũng ngăn không cho mầm bệnh xâm nhập vào bào thai.
Nút nhầy cổ tử cung hình thành bên trong ống cổ tử cung khi mang thai, tạo ra một lớp bảo vệ tử cung chống lại sự xâm nhập của các tác nhân gây bệnh và chống lại sự rò rỉ của dịch tử cung. Nút nhầy được biết là có đặc tính kháng khuẩn. Nút này giải phóng khi cổ tử cung giãn ra, trong giai đoạn đầu tiên của quá trình chuyển dạ hoặc một thời gian ngắn trước đó, nhìn thấy dưới dạng dịch nhầy nhuốm máu.

### Sinh sản

Khi đầu của thai nhi thúc vào cổ tử cung, một tín hiệu (2) sẽ được gửi đến não, sau đó gửi tuyến yên để giải phóng oxytocin (4). Oxytocin được vận chuyển trong máu đến tử cung, gây ra các cơn co thắt để sinh con.

Cổ tử cung đóng một vai trò quan trọng trong quá trình sinh con. Khi bào thai đi xuống tử cung để chuẩn bị chào đời, phần ngôi (phần của thai nhi trình diện trước eo trên, phần nhô ra đầu tiên, thường là ngôi đầu) được cổ tử cung hỗ trợ. Khi quá trình chuyển dạ tiến triển, cổ tử cung trở nên mềm hơn và ngắn hơn, bắt đầu giãn ra và  hướng về phía trước của cơ thể. Sự hỗ trợ của cổ tử cung cung cấp để đầu của thai nhi giảm dần, nhường chỗ khi lực co bóp của tử cung. Trong quá trình sinh nở, cổ tử cung phải giãn ra, có đường kính trên 10 cm (3,9 in) đầu của thai nhi lọt qua được khi đi xuống từ tử cung đến âm đạo. Cổ tử cung ngày càng rộng và ngắn hơn, dẫn đến một hiện tượng gọi là xóa cổ tử cung.
Hộ sinh và bác sĩ sử dụng mức độ xóa cổ tử cung (cùng một số yếu tố khác) để hỗ trợ việc đưa ra quyết định trong quá trình sinh nở. Nói chung, giai đoạn đầu tiên của quá trình chuyển bắt đầu khi cổ tử cung giãn ra nhiều hơn 3–5 cm (1,2–2,0 in), khi đó các cơn co thắt tử cung trở nên mạnh mẽ và đều đặn. Giai đoạn thứ hai của quá trình chuyển dạ bắt đầu khi cổ tử cung giãn ra 10 cm (4 in), được coi là sự giãn nở tối đa, và là khi quá trình rặn đẻ và co bóp tích cực đẩy em bé dọc theo ống sinh dẫn đến sự ra đời của em bé. Số lần sinh qua đường âm đạo là một yếu tố ảnh hưởng mạnh mẽ đến tốc độ cổ tử cung giãn trong quá trình chuyển dạ. Thời gian để cổ tử cung giãn ra và xóa cổ tử cung là một yếu tố trong thang điểm Bishop. Đây là thang điểm khuyến nghị xem có nên sử dụng các biện pháp can thiệp như sinh con bằng kẹp forcep, đẻ can thiệp hay mổ lấy thai hay không.
Bất sản cổ tử cung (hở eo tử cung) là tình trạng cổ tử cung ngắn lại do giãn ra và mỏng đi trước khi mang thai đủ tháng. Chiều dài cổ tử cung ngắn là yếu tố dự báo sinh non đặc hiệu nhất.

### Tránh thai
Có một số biện pháp tránh thai liên quan đến cổ tử cung. Màng ngăn âm đạo là dụng cụ bằng nhựa có gọng cứng, có thể tái sử dụng, phụ nữ đưa vào trước khi giao hợp để che cổ tử cung. Áp lực lên các thành âm đạo duy trì vị trí của màng ngăn, và màng ngăn âm đạo là hàng rào vật lý ngăn chặn sự xâm nhập của tinh trùng vào tử cung, ngăn cản thụ tinh. Đặt mũ cổ tử cung là một phương pháp tương tự, kích cỡ nhỏ hơn và dính chặt vào cổ tử cung bằng giác hút. Màng ngăn và mũ cổ tử cung thường được sử dụng cùng với thuốc diệt tinh trùng. Trong một năm, 12% phụ nữ sử dụng màng ngăn sẽ mang thai ngoài ý muốn, và khi sử dụng tối ưu, tỷ lệ này giảm xuống còn 6%. Tỷ lệ hiệu quả của mũ cổ tử cung thì ít hơn: 18% phụ nữ mang thai ngoài ý muốn và 10–13% khi sử dụng tối ưu. Hầu hết các loại thuốc viên chứa progestogen đều có hiệu quả như một biện pháp tránh thai, vì thuốc làm đặc chất nhầy cổ tử cung, khiến tinh trùng khó di chuyển dọc theo ống cổ tử cung. Thuốc cũng có thể ngăn cản sự rụng trứng. Ngược lại, thuốc tránh thai có chứa cả estrogen và progesterone (thuốc tránh thai kết hợp) hoạt động chủ yếu bằng cách ngăn chặn sự rụng trứng. Chúng cũng làm đặc chất nhầy cổ tử cung và làm mỏng niêm mạc tử cung, tăng cường hiệu quả ngăn cản tinh trùng.

## Ý nghĩa lâm sàng

### Bệnh ung thư
Năm 2008, ung thư cổ tử cung là bệnh ung thư phổ biến thứ ba ở phụ nữ trên toàn thế giới, tỷ lệ thay đổi theo vùng địa lý từ <1 đến hơn 50 trường hợp trên 100.000 phụ nữ. 12 năm sau đó, năm 2020, ung thư cổ tử cung là bệnh ung thư phổ biến thứ tư ở phụ nữ trên toàn cầu, ước tính có khoảng 604 000 ca mắc mới và 342 000 ca tử vong. Khoảng 90% số ca mắc mới và tử vong trên toàn thế giới vào năm 2020 xảy ra ở các nước có thu nhập thấp và trung bình. Tại Việt Nam, ung thư cổ tử cung xếp thứ 12 trong số ca mắc mới năm 2020, với 4132 ca, chiếm 2,3% số ca ung thư mắc mới; và xếp thứ 12 trong số ca tử vong năm 2020, với 2223 ca, chiếm 1,8% số ca tử vong do ung thư.
Đây là nguyên nhân hàng đầu gây tử vong do ung thư ở các nước nghèo, nơi chẩn đoán bệnh muộn khiến tiên lượng bệnh kém. Việc áp dụng sàng lọc định kỳ làm giảm trường hợp mắc và tử vong do ung thư cổ tử cung, nhưng phần lớn được thực hiện các nước phát triển. Hầu hết các nước đang phát triển đều không sàng lọc hoặc công tác sàng lọc tỏ ra nhiều hạn chế. 85% gánh nặng toàn cầu xảy ra ở các nước đang phát triển.
Ung thư cổ tử cung gần như luôn liên quan đến nhiễm virus u nhú ở người (human papillomavirus, HPV). HPV là virus có nhiều chủng, một số chủng có khuynh hướng gây ra những thay đổi tiền ung thư trong biểu mô cổ tử cung, đặc biệt là ở vùng chuyển tiếp, là khu vực phổ biến nhất để xuất hiện ung thư cổ tử cung. Vắc-xin HPV (Gardasil và Cervarix) làm giảm tỷ lệ mắc ung thư cổ tử cung.
Những thay đổi tiền ung thư ở cổ tử cung có thể phát hiện bằng cách sàng lọc cổ tử cung, sử dụng các phương pháp phết tế bào cổ tử cung, các tế bào biểu mô cạo từ bề mặt cổ tử cung được kiểm tra dưới kính hiển vi. Máy soi cổ tử cung (phát minh vào năm 1925) là dụng cụ dùng để để phóng đại cổ tử cung. Phết tế bào cổ tử cung do Georgios Papanikolaou phát triển vào năm 1928. Kỹ thuật Khoét chóp cổ tử cung bằng vòng điện (LEEP) sử dụng một vòng platin nung nóng để loại bỏ một mảng mô cổ tử cung. Kỹ thuật này do Aurel Babes phát triển vào năm 1927. Ở một số khu vực của thế giới phát triển bao gồm cả Vương quốc Anh, Phết tế bào cổ tử cung được thay thế bằng kỹ thuật tế bào học trong chất lỏng (E-prep PAP, còn có tên xét nghiệm Pap nhúng dịch, tiếng Anh: liquid-based cytology, viết tắt là LBC).
Một giải pháp thay thế rẻ, hiệu quả và thiết thực ở các nước nghèo hơn là xét nghiệm trực quan bằng acid acetic (VIA). Việc thiết lập và duy trì các chương trình dựa trên tế bào học ở những vùng này có thể khó khăn do cần nhân lực, trang thiết bị và cơ sở vật chất được đào tạo và khó khăn trong việc theo dõi. Với VIA, kết quả và điều trị có thể có ngay trong ngày. VIA là một xét nghiệm sàng lọc, có thể so sánh với tế bào học cổ tử cung trong việc xác định chính xác các tổn thương tiền ung thư.
Nếu kết quả của loạn sản thì cần phải làm thêm xét nghiệm, chẳng hạn như bằng cách lấy sinh thiết hình nón, cũng có thể loại bỏ tổn thương ung thư. Tân sinh trong biểu mô cổ tử cung là kết quả có thể có của sinh thiết và đại diện cho những thay đổi loạn sản mà cuối cùng có thể tiến triển thành ung thư xâm lấn. Hầu hết các trường hợp ung thư cổ tử cung được phát hiện theo cách này mà không gây ra bất kỳ triệu chứng nào. Các triệu chứng gồm chảy máu âm đạo, tiết dịch hoặc gây khó chịu.

### Viêm
Viêm lộ tuyến cổ tử cung được gọi chung là viêm cổ tử cung. Viêm có thể ở lỗ trong hoặc lỗ ngoài ống cổ tử cung. Nếu viêm ở lỗ trong ống cổ tử cung, thì tình trạng viêm này có liên quan đến tiết dịch nhày âm đạo và các bệnh lây nhiễm qua đường tình dục như chlamydia và lậu. Có tới một nửa số phụ nữ mang thai bị nhiễm trùng cổ tử cung qua đường tiểu không có triệu chứng. Các nguyên nhân khác: sự phát triển quá mức của hệ vi sinh vật hội sinh tại âm đạo. Nếu viêm ở lỗ ngoài ống cổ tử cung, tình trạng viêm có thể do virus herpes simplex gây ra. Tình trạng viêm nhiễm thường được điều tra thông qua việc quan sát trực tiếp cổ tử cung bằng cách sử dụng mỏ vịt, dịch có thể có màu trắng đục, làm xét nghiệm phết tế bào cổ tử cung và xét nghiệm vi khuẩn gây bệnh. Các xét nghiệm đặc biệt có thể được sử dụng để chẩn đoán xác định các vi khuẩn cụ thể. Nếu tình trạng viêm là do vi khuẩn thì điều trị bằng thuốc kháng sinh.

### Bất thường giải phẫu
Hẹp cổ tử cung thường liên quan đến chấn thương do cắt bỏ mô để điều tra hoặc điều trị ung thư, hoặc do chính ung thư cổ tử cung làm hẹp. Thuốc Diethylstilbestrol được sử dụng từ năm 1938 đến năm 1971 để ngăn ngừa chuyển dạ sinh non và sẩy thai, cũng có liên quan chặt chẽ đến sự phát triển của chứng hẹp cổ tử cung và các bất thường khác ở con gái của những phụ nữ dùng thuốc. Các bất thường khác: hẹp âm đạo, trong đó biểu mô lát của lỗ ngoài ống cổ tử cung trở thành biểu mô trụ; các bệnh ung thư như ung thư biểu mô tuyến tế bào sáng; bất thường gờ cổ tử cung; và sự phát triển của cổ tử cung có hình giống hoa mào gà đỏ. Khoảng một phần ba phụ nữ được sinh ra từ những bà mẹ điều trị bằng diethylstilbestrol (tức là những người phụ nữ này tiếp xúc với thuốc trong tử cung của mẹ) phát triển cổ tử cung dạng hoa mào gà.
Các nếp hoặc gờ của mô đệm cổ tử cung (mô sợi) và biểu mô tạo thành cổ tử cung dạng hoa mào gà. Tương tự đối với các polyp dạng hoa mào gà ở biểu mô lót cổ tử cung. Bản thân đây được coi là một bất thường lành tính; Tuy nhiên, sự hiện diện của nó thường là dấu hiệu của phơi nhiễm diethylstilbestrol, và vì vậy những phụ nữ gặp phải những bất thường này nên nhận thức được nguy cơ gia tăng các bệnh lý liên quan của họ.
Dày cổ tử cung là một tình trạng bẩm sinh hiếm gặp, trong đó cổ tử cung không phát triển hoàn toàn, thường liên quan đến việc âm đạo phát triển không tương xứng. Các bất thường cổ tử cung bẩm sinh khác tồn tại, thường kết hợp với các bất thường của âm đạo và tử cung. Có thể có 2 cổ tử cung trong trường hợp tử cung hai sừng và tử cung kép.
Polyp cổ tử cung là sự phát triển quá mức lành tính của mô nội mạc cổ tử cung, nếu xuất hiện có thể gây chảy máu hoặc có thể có một khối phát triển quá mức lành tính trong ống cổ tử cung. Tăng sinh cổ tử cung đề cập đến sự phát triển quá mức theo chiều ngang của biểu mô trụ lót nội mạc cổ tử cung ở lỗ ngoài ống cổ tử cung.

## Động vật có vú khác
Động vật có túi có tử cung và cổ tử cung xếp theo đôi. Hầu hết loài động vật có vú Eutheria có một cổ tử cung duy nhất và một hoặc hai tử cung. Bộ thỏ, động vật gặm nhấm, lợn đất và Bộ Đa man có một tử cung và hai cổ tử cung. Bộ Thỏ và động vật gặm nhấm có chung nhiều đặc điểm hình thái và được nhóm lại với nhau trong nhánh Glires. Động vật ăn kiến thuộc họ Myrmecophagidae khác thường ở chỗ chúng không có cổ tử cung rõ ràng. Ở lợn nhà, cổ tử cung chứa 5 miếng đệm đan xen giữ dương vật hình xoắn ốc của lợn đực trong quá trình giao cấu.

## Từ nguyên và cách phát âm
Từ cervix (/ˈsɜːrvɪks/) trong tiếng tiếng Anh có nguồn gốc từ tiếng Latin nghĩa là "cổ". Ý nghĩa của cervix không chỉ mô tả bộ phận cổ [của cơ thể sinh vật] mà còn để mô tả đoạn thắt hẹp của sự vật.
Cervix của tiếng Latin xuất phát từ Tiếng Ấn-Âu nguyên thủy ker-, đề cập đến "cấu trúc của một công trình".
Cổ tử cung được ghi lại trong y văn giải phẫu học từ thời Hippocrates; ung thư cổ tử cung lần đầu tiên được Hippocrates và Aretaeus  mô tả cách đây hơn 2000 năm. Tuy nhiên, một số tác giả của các tài liệu y văn xưa sử dụng thuật ngữ này để chỉ cả cổ tử cung và lỗ trong của tử cung. Cổ tử cung định nghĩa lại một cách chính xác từ năm 1702.